# Liste der Generalinquisitoren der Spanischen Inquisition
Ab dem Jahr 1483 wurden von den Päpsten auf Vorschlag der spanischen Monarchen Generalinquisitoren für die Reiche der Krone von Kastilien und die Reiche der Krone von Aragonien ernannt. Sie waren über ihr vom Papst verliehenes Richteramt hinaus Vorsitzende der staatlichen Verwaltungsbehörde Consejo de la Suprema y General Inquisición.
Generalinquisitor in den Reichen der Kronen von Kastilien und Aragonien
- 1483–1498 Tomás de Torquemada O.P., Prior des Klosters Santa Cruz la Real in Segovia
  - 1494–1498  Martín Ponce de León, Erzbischof von Messina
  - 1494–1496 Íñigo Manrique de Lara, Bischof von Córdoba
  - 1494–1498 Francisco Sánchez de la Fuente, Bischof von Avila
  - 1494–1498 Alonso Suárez de la Fuente del Sauce, Bischof von Mondoñedo[1]
- 1498–1507 Diego de Deza O.P. Bischof von Zamora 1487–1494, Bischof von Salamanca 1494–1498, Bischof von Jaén 1498–1500, Bischof von Palencia 1500–1504, Erzbischof von Sevilla 1504–1523

Generalinquisitor in den Reichen der Krone von Kastilien
- 1507–1517 Kardinal Francisco Jiménez de Cisneros OFM Erzbischof von Toledo 1495–1517

Generalinquisitor in den Reichen der Krone von Aragonien
- 1507–1513 Juan Enguera O.P., Bischof von Vich 1506–1511, Bischof von Lérida 1511–1512, Bischof von Tortosa 1512–1513
- 1513–1516 Luis Mercader Escolano Ocart
- 1516–1522 Kardinal Adrian von Utrecht, Bischof von Tortosa 1516–1522, Papst 1522–1523

Generalinquisitor in den Reichen der Kronen von Kastilien und Aragonien (Generalinquisitor in Spanien)
- 1518–1522 Adrian von Utrecht, Bischof von Tortosa 1516–1522, Papst 1522–1523
- 1523–1538 Kardinal Alonso Manrique de Lara y Solís, Bischof von Badajos 1499–1516, Bischof von Córdoba 1516–1523, Erzbischof von Sevilla 1523–1538
- 1539–1545 Juan Pardo de Tavera, Bischof von Ciudad Rodrigo 1514–1523, Bischof von Osma 1523–1524, Erzbischof von Santiago de Compostela 1525–1534, Erzbischof von Toledo 1534–1545
- 1546–1546 Juan García Loaysa y Mendoza O.P., Ordensmeister der Dominikaner 1518–1524, Bischof von Osma 1524–1532, Bischof von Sigüenza 1532–1539, Erzbischof von Sevilla 1539–1546
- 1547–1566 Fernando de Valdés y Salas, Bischof von Elne 1529–1530, Bischof von Orense 1530–1532, Bischof von Oviedo 1532–1539, Bischof von León 1539–1539, Bischof von Sigüenza 1539–1546, Erzbischof von Sevilla 1546–1568
- 1567–1572 Diego de Espinosa Arévalo, Bischof von Sigüenza 1568–1572,
- 1573–1594 Kardinal Gaspar de Quiroga y Vela, Bischof von Cuenca 1561–1577, Erzbischof von Toledo 1577–1594
- 1595–1595 Jerónimo Manrique de Lara, Bischof von Cartagena 1583–1591, Bischof von Ávila 1591–1595
- 1596–1599 Pedro de Portocarrero, Bischof von Calahorra und La Calzada-Logroño 1589–1594, Bischof von Córdoba 1594–1597, Bischof von Cuenca 1597–1600
- 1599–1602 Kardinal Fernando Niño de Guevara Erzbischof von Sevilla 1601–1609
- 1602–1602 Juan de Zúñiga y Flores, Erzbischof von Cartagena 1600–1602
- 1603–1608 Juan Bautista Acevedo y Muñoz, Bischof von Valladolid 1601–1606
- 1608–1618 Kardinal Bernardo de Sandoval y Rojas Bischof von Ciudad Rodrigo 1586–1588, Bischof von Pamplona 1588–1596, Bischof von Jaen 1596–1599, Erzbischof von Toledo 1599–1618
- 1619–1621 Luis de Aliaga Martínez O.P.
- 1622–1626 Andrés Pacheco de Cárdenas, Bischof von Segovia 1587–1601, Bischof von Cuenca 1601–1622
- 1627–1632 Kardinal Antonio Zapata y Cisneros, Bischof von Cádiz 1587–1596, Bischof von Pamplona 1596–1600, Erzbischof von Burgos 1600–1604,
- 1632–1643 Antonio de Sotomayor O.P., Titularerzbischof von Damasco  1632–1643
- 1643–1665 Diego de Arce y Reinoso, Bischof von Tuy 1635–1638, Bischof von Ávila 1638–1640, Bischof von Plasencia 1640–1652,
- 1665–1665 Pascual de Aragón-Córdoba-Cardona y Fernández de Córdoba, Erzbischof von Toledo 1666–1677
- 1666–1669 Kardinal Johann Eberhard Neidhardt, Bischof von Agrigent 1671, Bischof von Edessa 1671–1672,
- 1669–1695 Diego Sarmiento de Valladares, Bischof von Oviedo 1668, Bischof von Plasencia 1668–1677
- 1695–1699 Juan Tomás de Rocabertí O.P., Ordensmeister der Dominikaner 1670–1677, Erzbischof von Valencia 1677–1699
- 1699–1705 Baltasar de Mendoza y Sandoval, Bischof von Segovia 1699–1727
- 1705–1709 Vidal Marín del Campo, Bischof von Ceuta 1694–1709
- 1709–1710 Antonio Ibáñez de la Riva Herrera, Bischof von Ceuta 1685–1687, Erzbischof von Saragossa 1687–1710
- 1711–1716 Kardinal Francesco del Giudice, Erzbischof von Monreale 1704–1725
- 1717–1719 José Molines (starb ohne das Amt auszuüben)
- 1720–1720 Juan Bautista de Arzamendi (starb, bevor er die Ernennung des Pastes erhielt)
- 1720–1720 Diego de Astorga y Céspedes, Bischof von Barcelona 1716–1720, Erzbischof von Toledo 1720–1724
- 1720–1733 Juan de Camargo Angulo, Bischof von Pamplona 1716–1725
- 1733–1740 Andrés de Orbe y Larreátegui, Bischof von Barcelona 1720–1725, Bischof von Valencia 1725–1736
- 1742–1745 Manuel Isidro Orozco Manrique de Lara, Bischof von Jaén 1732–1738, Erzbischof von Santiago de Compostela 1738–1745
- 1746–1755 Francisco Pérez de Prado y Cuesta, Bischof von Teruel 1732–1755
- 1755–1774 Manuel Quintano Bonifaz
- 1775–1783 Felipe Bertrán y Casanova, Bischof von Salamanca 1763–1783
- 1784–1793 Agustín Rubín de Ceballos, Bischof von Jaén 1780–1793
- 1793–1794 Manuel Abad y Lasierra OSB Bischof von Ibiza 1783–1787, Bischof von Astorga 1787–1791
- 1794–1797 Kardinal Francisco Antonio de Lorenzana y Butrón, Bischof von Plasencia 1765–1766, Erzbischof von Mexico 1766–1771, Erzbischof von Toledo 1772–1800
- 1798–1808 Ramón José de Arce, Erzbischof von Burgos 1797–1801, Erzbischof von Saragossa 1801–1816
- 1808–1814 Aufhebung der Inquisition
- 1814–1818 Francisco Javier Mier y Campillo, Bischof von Almeria 1802–1815
- 1818–1820 Jerónimo Castillón y Salas, Bischof von Tarazona1815–1835
- 1820           Aufhebung der Inquisition

Der erste Generalinquisitor der Spanischen Inquisition, Tomás de Torquemada, war Prior des Klosters Santa Cruz la Real in Sevilla. Er behielt dieses Amt auch während seiner Tätigkeit als Generalinquisitor. Der größte Teil seiner Nachfolger waren Bischöfe oder Erzbischöfe. Zehn Generalinquisitor waren oder wurden Kardinäle. Einer wurde zum Papst gewählt. Einige Generalinquisitoren hatten gleichzeitig andere Staatsämter inne. 16 Generalinquisitoren wurden ihres Amtes enthoben oder traten zurück. In einigen Fällen war der Rücktritt mit der Übernahme eines anderen Amtes verbunden. Sechs Generalinquisitoren waren Angehörige des Dominikanerordens.